# Podział galaktyki (Star Trek)

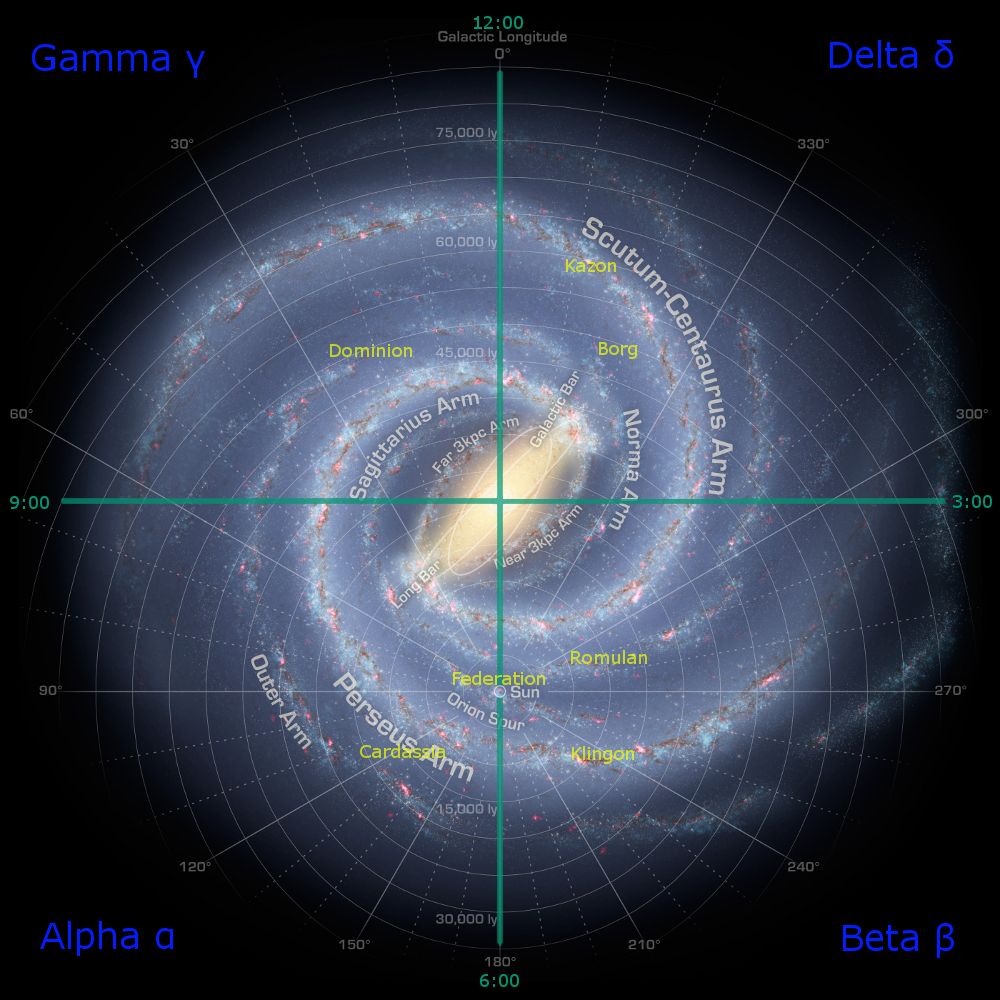
Podział galaktyki w uniwersum Star Trek

W fikcyjnym Wszechświecie „Star Trek” Droga Mleczna została podzielona na cztery Kwadranty, składające się z Sektorów.

## Kwadranty
Kwadranty to trójkątne wycinki Galaktyki sięgające od jej centrum ku zewnętrznym granicom. Zostały nazwane czterema pierwszymi literami greckiego alfabetu: Alfa (α), Beta (β), Gamma (γ) i Delta (δ).

### Kwadrant Alfa (α)
Kwadrant Alfa obejmuje Ramię Oriona, Ramię Perseusza i Ramię Strzelca Drogi Mlecznej. Dużą jego część stanowią tereny Zjednoczonej Federacji Planet. W Kwadrancie Alfa znajdują się: Ziemia (na pograniczu z Kwadrantem Beta), Bajor, Ferenginar, Andoria, a także tereny Unii Kardasjańskiej oraz Konfederacji Breen. Jest to najlepiej przebadany przez Federację Kwadrant.

### Kwadrant Beta (β)
Kwadrant Beta obejmuje Ramię Strzelca i Ramię Łabędzia Drogi Mlecznej. Niewielki fragment Kwadrantu Beta to terytorium Federacji. Na granicy z Kwadrantem Alpha znajduje się planeta Wolkan i księżyc Andoria w układie Epsilon Indi. Duży obszar Kwadrantu zajmuje Romulańskie Imperium Gwiezdne i Imperium Klingońskie. Terytorium Kwadrantu Beta zostało przebadane przez Federację w niewielkim stopniu. Inne rasy wywodzące się z Kwadrantu Beta to: Son'a, Nausikanie, Bolianie, Risianie, Sulibanie oraz wiele innych, mniej znanych gatunków.

### Kwadrant Gamma (γ)
Obrzeża Kwadrantu Gamma znajdują się 30 tysięcy lat świetlnych od Ziemi. Jedynym znanym i zarazem stabilnym połączeniem między Kwadrantem Alfa a tym rejonem Galaktyki jest tunel podprzestrzenny, którego jeden koniec znajduje się w systemie Bajor, a drugi prowadzi do systemu Irdan. Większa część Kwadrantu znajduje się pod panowaniem Dominium.

### Kwadrant Delta (δ)
Obrzeża Kwadrantu Delta znajdują się 30 tysięcy lat świetlnych od Ziemi. Obszar Kwadrantu obejmuje Ramię Centaura. Znajdują się tam takie obiekty astronomiczne, jak: M14 i M80. Około ⅔ terytorium Kwadrantu Delta należy do Borg. Inne rasy zamieszkujące tę część Galaktyki to między innymi: Vidiianie, Kazoni, Voth, Hirogeni, Okampa, Maloni oraz Devore